# Hemisus olivaceus
Hemisus olivaceus é uma espécie de anfíbio da família Hemisotidae.
Pode ser encontrada nos seguintes países: República Democrática do Congo e possivelmente em Uganda.
Os seus habitats naturais são: florestas subtropicais ou tropicais húmidas de baixa altitude, pântanos, marismas de água doce e marismas intermitentes de água doce.
Está ameaçada por perda de habitat.